# Bridgeport (Califórnia)
Bridgeport é uma região censitária localizada no estado americano da Califórnia, no condado de Mono, do qual é sede.

## Geografia
De acordo com o United States Census Bureau, a cidade tem uma área de 56,33 km², onde 56,31 km² estão cobertos por terra e 0,02 km² por água.

## Demografia
Segundo o censo nacional de 2010, a sua população é de 575 habitantes e sua densidade populacional é de 10,21 hab/km². Possui 357 residências, que resulta em uma densidade de 6,34 residências/km².

## Lista de marcos
A relação a seguir lista as entradas do Registro Nacional de Lugares Históricos em Bridgeport. Aquelas marcadas com ‡ também são um Marco Histórico Nacional.
- Bodie Historic District‡
- Mono County Courthouse